# Erriapo (astronomia)
Erriapo, o Erriapus secondo la denominazione ufficiale, noto anche come Saturno XXVIII, è un satellite naturale di Saturno irregolare in direzione diretta, scoperto John Kavelaars nel 2000 con il nome temporaneo di S/2000 S 10.
Erriapo ha un diametro di 10 km e orbita attorno a Saturno ad una distanza di 17,342 Gm in un periodo di 871,2 giorni, con un'inclinazione di 38° rispetto all'eclittica (24° rispetto all'equatore di Saturno), con un'eccentricità di 0,534. Fa parte del Gruppo Gallico dei satelliti irregolari.
Il nome Erriapo deriva da un gigante della mitologia celtica.